# 魔女潛艦
《魔女潛艦》（日语：ローレライ）是2005年3月5日上映的日本電影。根據福井晴敏的小說《終戰的羅蕾萊》改編、由富士電視台和東寶電影公司製作。
總製作費12億日圓，票房收入約24億日圓，觀眾人數190萬人，在2005年度排第9位。

## 演員
- 潛艦伊507艦長 絹見真一少校：役所廣司

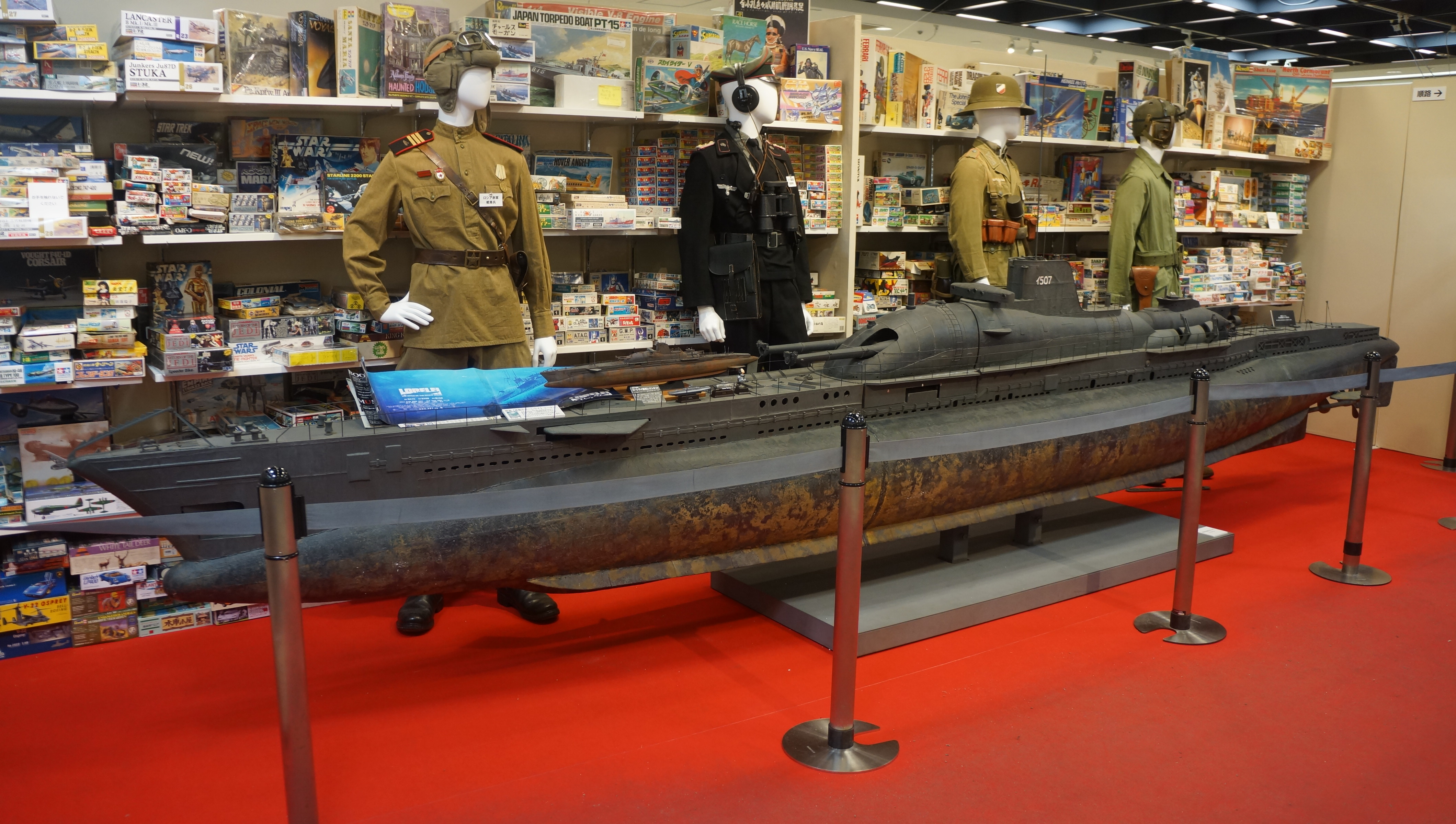
Scale model of I-507. A sister-ship of the French submarine Surcouf.

- N式潛航艇正操舵手 折笠征人上等兵：妻夫木聰
- 先任將校 木崎茂房上尉：柳葉敏郎
- 「羅蕾萊」操作員 寶拉·Atsuko·艾布納：香椎由宇
- 軍屬技師 高須成美：石黑賢
- 輪機員 小松春平：KREVA
- 伊507軍醫官 時岡纏上尉：國村隼
- N式潛航艇副操舵手 清永喜久雄上等兵：佐藤隆太
- 掌砲長 田口德太郎兵曹長：ピエール瀧
- 水雷長 船田光家上尉：粟根誠
- 通信長 鍋坂定男少尉：塚本耕司
- 水測長 西島昭司上等兵曹：井上肇
- 水測員 唐木義高一等兵曹：近藤公園
- 輪機長 岩村七五郎上尉：小野武彥
- 前駐美大使 西宮貞元：橋爪功
- 西宮桂子：阿川佐和子
- 反抗部隊指揮官：富野由悠季
- 幼年寶拉：近藤エマ
- 福立茲·S·艾布納：James Carr
- 淺倉的部下 土谷少尉：忍成修吾
- 海軍軍令部第三部諜報主任 大湊三吉上校：鶴見辰吾
- 海軍軍令部總長 楢崎英太郎上將：伊武雅刀
- 作家：上川隆也
- 退役後的麥諾特：Gordon Wells
- 美軍海軍驅逐艦艦長 Fred Jacobs：Tyrone Power Jr.
- 海軍軍令部第一部第一課長 淺倉良橘上校：堤真一

## 製作人員
- 導演：樋口真嗣
- 監製：龜山千廣
- 劇本：鈴木智
- 副導演：尾上克郎
- 攝影：佐光朗
- 特撮導演：佛田洋
- 音樂：佐藤直紀
- 美術：清水剛
- 照明：渡邊孝一
- 錄音：鶴牧仁
- VFX製作：大屋哲男
- VFX監督：佐藤敦紀、田中貴志
- CG分鏡：庵野秀明
- 考証：正木成虎
- 製作：富士電視台、東寶電影公司、關西電視台、King Record

## 外部連結
- 電影「魔女潛艦」官方網站